# Cantón de Le Caylar
El cantón de Le Caylar era una división administrativa francesa, que estaba situada en el departamento de Hérault y la región de Languedoc-Rosellón.

## Composición
El cantón estaba formado por ocho comunas:
- Le Caylar
- Le Cros
- Les Rives
- Pégairolles-de-l'Escalette
- Saint-Félix-de-l'Héras
- Saint-Maurice-Navacelles
- Saint-Michel
- Sorbs

## Supresión del cantón de Le Caylar
En aplicación del Decreto n.º 2014-258 de 26 de febrero de 2014, el cantón de Le Caylar fue suprimido el 22 de marzo de 2015 y sus 8 comunas pasaron a formar parte del nuevo cantón de Lodève.